# Jekaterina Jewgenjewna Alexandrowa
Jekaterina Jewgenjewna Alexandrowa (russisch Екатерина Евгеньевна Александрова; engl. Transkription Ekaterina Alexandrova; * 15. November 1994 in Tscheljabinsk) ist eine russische Tennisspielerin.

## Karriere
Alexandrowa, die im Alter von sechs Jahren mit dem Tennisspielen begann, zog 2006 mit ihrer Familie nach Tschechien, wo sie seitdem ihren Trainingsmittelpunkt hat. Die tschechische Staatsbürgerschaft hat Alexandrowa jedoch nicht angenommen. 2011 sammelte sie erste Erfahrungen auf dem ITF Women’s Circuit, auf dem sie Ende 2013 in ihrer neuen Heimat ihre ersten beiden Profititel gewann. 2014 errang sie ihren ersten ITF-Titel der $25.000-Kategorie und trat in Bad Gastein erstmals in der Qualifikation eines WTA-Turniers an, verlor jedoch in der ersten Runde.
2016 gelang Alexandrowa in Katowice erstmals die Qualifikation für ein Hauptfeld auf der WTA Tour und erreichte auf Anhieb die zweite Runde. In Wimbledon startete sie daraufhin zum ersten Mal in der Qualifikation eines Grand-Slam-Turniers und zog sogleich in die Hauptrunde ein, in der sie zunächst Ana Ivanović bezwang, bevor sie in der zweiten Runde gegen Anna-Lena Friedsam ausschied. Im Anschluss an eine Finalteilnahme bei einem ITF-Turnier der $50.000-Kategorie, versuchte sich Alexandrowa bei kleineren Turnieren auf der WTA Tour sowie hochdotierten ITF-Turnieren zu behaupten und erzielte zum Saisonabschluss beim WTA Challenger in Limoges, wo sie im Endspiel Caroline Garcia deutlich besiegte, ihren bis dahin größten Erfolg.
2017 gewann Alexandrowa zunächst zwei ITF-Turniere der $60.000 Kategorie in Folge, konnte die gezeigte Form aber anschließend auf der WTA Tour zunächst nicht bestätigen. Trotzdem überstand sie sowohl bei den French Open, als auch bei den US Open die erste Runde und schloss die Saison damit erstmals in den Top 100 der Tennisweltrangliste ab. Auch 2018 zeigte Alexandrowa, die sich zunehmend als Spezialistin für schnelle Beläge einen Namen machte, erst zum Jahresabschluss ihre besten Leistungen – abgesehen vom Einzug ins Finale des $100.000-Turniers in Budapest, in dem sie sich Viktória Kužmová geschlagen geben musste. So schlug sie in Seoul mit Jeļena Ostapenko erstmals eine Spielerin aus den Top 10 der Weltrangliste, rückte beim WTA-Turnier in Linz als Qualifikantin bis ins Endspiel vor, in dem sie von Camila Giorgi geschlagen wurde, und triumphierte anschließend durch einen Finalsieg gegen Jewgenija Rodina zum zweiten Mal nach 2016 beim WTA Challenger in Limoges.
2019 setzte sich Alexandrowa abermals vor allem auf Hallenbelag in Szene, als sie in St. Petersburg als Qualifikantin ins Viertelfinale einzog und danach in Budapest das Halbfinale der Einzelkonkurrenz erreichte, in dem sie der späteren Siegerin Alison Van Uytvanck unterlag. Außerdem gewann sie an der Seite von Wera Swonarjowa dort die Doppelkonkurrenz und sicherte sich damit ihren ersten WTA-Titel überhaupt. Nach einer durchwachsenen Sandplatzsaison, während der sie lediglich bei den French Open mit ihrem erstmaligen Einzug in die dritte Runde eines Grand-Slam-Turniers überzeugen konnte, stieß sie auf Rasen in Eastbourne ins Viertelfinale vor und beim Rogers Cup in Toronto auf Hartplatz in die dritte Runde. Nach einem starken Saisonausklang mit zwei weiteren Halbfinals in Seoul und Linz, einem Achtelfinale in Peking, wo sie gegen Simona Halep den zweiten Top-10-Sieg ihrer Karriere landen konnte, sowie einem Viertelfinale in Moskau gelang Alexandrowa der erstmalige Sprung unter die Top 50 im Ranking. Zum Jahresabschluss verteidigte sie dann noch durch einen Sieg im Endspiel über Aljaksandra Sasnowitsch ihren Titel in Limoges.
Zum Beginn der Saison 2020 zeigte sich Alexandrowa in exzellenter Verfassung und holte in Shenzhen ihren ersten WTA-Titel im Einzel, nachdem sie sich im Finale gegen Jelena Rybakina durchgesetzt hatte. Anschließend kam sie bei den Australian Open erstmals in die dritte Runde und erreichte in St. Petersburg das Halbfinale, in dem sie erst von der späteren Siegerin Kiki Bertens gestoppt wurde. In der Folge erzielte sie vor dem coronabedingten Saisonabbruch mit Platz 25 ihre bislang höchste Weltranglistenposition. Nach Wiederaufnahme der Saison, zog Alexandrowa bei den verschobenen French Open noch einmal in die dritte Runde ein und beendete das Jahr mit einer weiteren Halbfinalteilnahme in Linz.
2021 kam Alexandrowa zunächst mit guter Form aus der Winterpause und erreichte bei der Gippsland Trophy in Melbourne nach Siegen über Iga Świątek und Simona Halep das Halbfinale, in dem sie Kaia Kanepi unterlag. Bei den darauffolgenden Australian Open gelangte ihr erneut der Sprung in die dritte Runde. In der Folge zeigte Alexandrowa solide Leistungen und erreichte jeweils das Viertelfinale bei Turnieren der Premier-Kategorie in St. Petersburg in der Halle, Stuttgart auf Sand sowie Berlin auf Rasen. Bei ihrer ersten Teilnahme an Olympischen Sommerspielen in Tokio stieß sie nach einem Auftakterfolg gegen Elise Mertens in die zweite Runde des Einzelwettbewerbs vor, in der sie an Nadia Podoroska scheiterte. Nach einer Phase durchwachsener Ergebnisse, erzielte Alexandrowa gegen Jahresende beim Kremlin Cup in Moskau ihre beste Saisonleistung, indem sie mit Ons Jabeur, Aryna Sabalenka und Maria Sakkari gleich drei Spielerinnen aus den Top 10 schlug, ehe sie im Finale von Anett Kontaveit besiegt wurde.
Im Verlauf des Jahres 2024 verbesserte Alexandrowa ihre WTA-Einzelplatzierung, sodass sie im Juni 2024 bereits auf Position 16 der Weltrangliste geführt wurde. Beim WTA 1000-Turnier in Miami schlug sie im Achtelfinale die Weltranglistenerste Iga Świątek überzeugend mit 6:4, 6:2.
Im Januar 2025 schlug Alexandrowa beim WTA 500-Turnier in Linz im Semifinale die topgesetzte Karolina Muchova. Im Finale konnte sie sich gegen Dajana Jastremska mit 6:2, 3:6 und 7:5 durchsetzen und damit erstmals, nachdem sie in Linz zuvor bereits zweimal im Finale verloren hatte, einen WTA-500 Titel gewinnen.
2020 gab Alexandrowa beim 3:2-Erfolg gegen Rumänien ihren Einstand für die russische Fed-Cup-Mannschaft, bei dem sie beide Einzelbegegnungen gewann. In der Endrunde des Billie Jean King Cup 2020/21 verlor sie ihr Einzelmatch gegen Clara Burel.

## Turniersiege

### Einzel
| Nr. | Datum              | Turnier           | Kategorie         | Belag             | Finalgegnerin           | Ergebnis       |
| --- | ------------------ | ----------------- | ----------------- | ----------------- | ----------------------- | -------------- |
| 1.  | 23. Februar 2013   | Kreuzlingen       | ITF $10.000       | Teppich (Halle)   | Timea Bacsinszky        | 6:4, 6:3       |
| 2.  | 29. September 2013 | Prag              | ITF $10.000       | Sand              | Lenka Juríková          | 6:3, 3:6, 6:2  |
| 3.  | 8. Dezember 2013   | Vendryně          | ITF $15.000       | Hartplatz (Halle) | Kateřina Vaňková        | 5:7, 7:60, 6:1 |
| 4.  | 4. Mai 2014        | Wiesbaden         | ITF $25.000       | Sand              | Tamira Paszek           | 7:64, 4:6, 6:3 |
| 5.  | 14. Februar 2016   | Trnava            | ITF $10.000       | Hartplatz (Halle) | Karolína Muchová        | 6:1, 6:3       |
| 6.  | 20. November 2016  | Limoges           | WTA Challenger    | Hartplatz (Halle) | Caroline Garcia         | 6:4, 6:0       |
| 7.  | 19. März 2017      | Shenzhen          | ITF $60.000       | Hartplatz         | Aryna Sabalenka         | 6:2, 7:5       |
| 8.  | 2. April 2017      | Croissy-Beaubourg | ITF $60.000       | Hartplatz (Halle) | Richèl Hogenkamp        | 6:2, 6:73, 6:3 |
| 9.  | 11. November 2018  | Limoges           | WTA Challenger    | Hartplatz (Halle) | Jewgenija Rodina        | 6:2, 6:2       |
| 10. | 22. Dezember 2019  | Limoges           | WTA Challenger    | Hartplatz (Halle) | Aljaksandra Sasnowitsch | 6:1, 6:3       |
| 11. | 11. Januar 2020    | Shenzhen          | WTA International | Hartplatz         | Jelena Rybakina         | 6:2, 6:4       |
| 12. | 12. Juni 2022      | ’s-Hertogenbosch  | WTA 250           | Rasen             | Aryna Sabalenka         | 7:5, 6:0       |
| 13. | 25. September 2022 | Seoul             | WTA 250           | Hartplatz         | Jeļena Ostapenko        | 7:64, 6:0      |
| 14. | 18. Juni 2023      | ’s-Hertogenbosch  | WTA 250           | Rasen             | Weronika Kudermetowa    | 4:6, 6:4, 7:63 |
| 15. | 2. Februar 2025    | Linz              | WTA 500           | Hartplatz (Halle) | Dajana Jastremska       | 6:2, 3:6, 7:5  |

### Doppel
| Nr. | Datum            | Turnier  | Kategorie         | Belag             | Partnerin       | Finalgegnerinnen             | Ergebnis         |
| --- | ---------------- | -------- | ----------------- | ----------------- | --------------- | ---------------------------- | ---------------- |
| 1.  | 24. Februar 2019 | Budapest | WTA International | Hartplatz (Halle) | Wera Swonarjowa | Fanny Stollár Heather Watson | 6:4, 4:6, [10:7] |

## Karrierestatistik und Turnierbilanz

### Einzel
Die letzte Aktualisierung erfolgte nach dem WTA-Turnier in Rosmalen 2025.
| Turnier                   | 2016             | 2017              | 2018              | 2019              | 2020              | 2021              | 2022              | 2023              | 2024      | 2025      | T / T      | S/N        | Sieg%      |
| ------------------------- | ---------------- | ----------------- | ----------------- | ----------------- | ----------------- | ----------------- | ----------------- | ----------------- | --------- | --------- | ---------- | ---------- | ---------- |
| Australian Open           | –                | 1                 | 2                 | 1                 | 3                 | 3                 | 1                 | 3                 | 1         | 1         | 0 / 9      | 7:9        | 44 %       |
| French Open               | –                | 2                 | 1                 | 3                 | 3                 | 2                 | 2                 | 3                 | 1         | AF        | 0 / 9      | 12:9       | 57 %       |
| Wimbledon                 | 2                | 1                 | 1                 | 1                 | n. a.             | 2                 | –                 | AF                | –         | AF        | 0 / 7      | 8:7        | 53 %       |
| US Open                   | Q2               | 2                 | 1                 | 2                 | 2                 | 2                 | 2                 | 3                 | 3         |           | 0 / 8      | 9:8        | 53 %       |
| Doha                      | –                | a. K.             | Q2                | a. K.             | 1                 | a. K.             | –                 | a. K.             | AF        | HF        | 0 / 3      | 6:3        | 67 %       |
| Dubai                     | a. K.            | –                 | a. K.             | –                 | a. K.             | 1                 | a. K.             | –                 | 1         | 1         | 0 / 3      | 0:3        | 0 %        |
| Indian Wells              | –                | –                 | –                 | 3                 | n. a.             | –                 | 2                 | 2                 | 2         | 2         | 0 / 5      | 3:5        | 38 %       |
| Miami                     | –                | –                 | –                 | 1                 | n. a.             | 3                 | 2                 | VF                | HF        | 2         | 0 / 6      | 9:6        | 60 %       |
| Madrid                    | –                | Q2                | –                 | Q1                | n. a.             | 1                 | HF                | AF                | 2         | AF        | 0 / 5      | 8:5        | 62 %       |
| Rom                       | –                | –                 | –                 | Q1                | 1                 | AF                | 2                 | 2                 | 2         | –         | 0 / 5      | 2:5        | 29 %       |
| Kanada                    | –                | 2                 | Q1                | AF                | n. a.             | –                 | –                 | –                 | –         |           | 0 / 2      | 3:2        | 60 %       |
| Cincinnati                | –                | Q2                | –                 | 2                 | 2                 | 1                 | 2                 | 1                 | 1         |           | 0 / 6      | 3:6        | 33 %       |
| Guadalajara               | n. a. bzw. a. K. | n. a. bzw. a. K.  | n. a. bzw. a. K.  | n. a. bzw. a. K.  | n. a. bzw. a. K.  | n. a. bzw. a. K.  | 1                 | AF                | a. K.     | a. K.     | 0 / 2      | 1:2        | 33 %       |
| Peking                    | –                | –                 | –                 | AF                | nicht ausgetragen | nicht ausgetragen | nicht ausgetragen | 1                 | 2         |           | 0 / 3      | 2:3        | 40 %       |
| Wuhan                     | –                | –                 | –                 | 1                 | nicht ausgetragen | nicht ausgetragen | nicht ausgetragen | nicht ausgetragen | VF        |           | 0 / 2      | 3:2        | 60 %       |
| Olympische Spiele         | –                | nicht ausgetragen | nicht ausgetragen | nicht ausgetragen | nicht ausgetragen | 2                 | n. a.             | n. a.             | 1         | n. a.     | 0 / 2      | 1:2        | 33 %       |
| Billie Jean King Cup      | –                | –                 | –                 | –                 | S                 | S                 | –                 | –                 | –         | –         | 1 / 1      | 2:1        | 67 %       |
| Statistik                 | Statistik        | Statistik         | Statistik         | Statistik         | Statistik         | Statistik         | Statistik         | Statistik         | Statistik | Statistik | S/N        | S/N        | Sieg%      |
| Gewonnene Titel           | 2                | 2                 | 1                 | 1                 | 1                 | 0                 | 2                 | 1                 | 0         | 1         | Gesamt: 11 | Gesamt: 11 | Gesamt: 11 |
| Gesamt-Siege/-Niederlagen | 49:21            | 33:25             | 29:24             | 42:27             | 20:12             | 26:23             | 35:18             | 33:21             | 26:25     | 23:12     | 316:208    | 316:208    | 60 %       |
| Jahresendposition         | 133              | 73                | 93                | 35                | 33                | 33                | 19                | 21                | 28        |           | N/A        | N/A        | N/A        |

Zeichenerklärung: S = Turniersieg; F, HF, VF, AF = Einzug ins Finale / Halbfinale / Viertelfinale / Achtelfinale; 1, 2, 3 = Ausscheiden in der 1. / 2. / 3. Hauptrunde; KF (kleines Finale) = unterlegen im Spiel um Platz drei; RR = Round Robin (Gruppenphase); n. a. = nicht ausgetragen; a. K. = andere Kategorie; PO (Play-off) = Auf- und Abstiegsrunde im Billie Jean King Cup; K1, K2, K3 = Teilnahme in der Kontinentalgruppe I, II, III im Billie Jean King Cup.
Anmerkung: Diese Statistik berücksichtigt alle Ergebnisse im Einzel bei ITF- und WTA-Turnieren. Als Quelle dient die ITF-Seite der Spielerin. Dargestellt sind nur WTA-Turniere der Kategorien Premier Mandatory und Premier 5 (2009–2020) bzw. die WTA-Turniere der Kategorie 1000 (seit 2021).

### Doppel
| Turnier         | 2018 | 2019 | 2020 | 2021 | 2022 | 2023 | 2024 | 2025 | Karriere |
| --------------- | ---- | ---- | ---- | ---- | ---- | ---- | ---- | ---- | -------- |
| Australian Open | 2    | —    | 1    | 1    | —    | 1    | AF   | 2    | AF       |
| French Open     | —    | 2    | 2    | 1    | 1    | 1    | 1    | 2    | 2        |
| Wimbledon       | —    | 2    |      | 1    | —    | 2    | —    | AF   | AF       |
| US Open         | —    | 2    | —    | 1    | 1    | 1    | 1    |      | 2        |